# Вінок сонетів (фільм)
Вінок сонетів(рос. Венок сонетов) — радянський драматичний фільм 1976 року режисера Валерія Рубінчика за мотивами повісті Віктора Муратова «Ми тікали на фронт».

## Сюжет
Вже не за горами кінець війни, коли двоє хлопців втекли з училища і пробираються на фронт. У вокзальний штовханині втікачі гублять один одного — і незабаром один з них бере участь у своєму першому бою. Але і після капітуляції Німеччини ще залишаються недобиті фашисти.

## У ролях
- Ігор Меркулов — Артем Перегудов
- Олександр Жуковський — Іван Сабуренков
- Ірина Зеленко — Люба Заїкіна
- Володимир Юр'єв — Ермолаїч
- Георгій Штиль — солдат Ампілогов
- Еммануїл Геллер — капельмейстер
- Валентин Нікулін — військовий кореспондент, Олександр Михайлович Пожарський
- Віктор Іллічов — 20-річний молодший лейтенант Володя
- Леонід Кміт — старшина
- Анна Дубровіна — акторка театру
- Вадим Ганшин — Самохін
- Олександр Харитонов — майор, Крупенін
- Борис Гітін — прикордонник
- Людмила Арініна — фрау Марта
- Василь Молодцов — майор Крутов
- Микола Табашников-Зорін — попутник
- Петро Юрченков — капітан, командир кавалерійського ескадрону, Віктор Третяк
- Людмила Куцелай — Анюта
- Ольга Лисенко — акторка театру
- Любов Румянцева — акторка театру

## Знімальна група
- Режисер — Валерій Рубінчик
- Сценарист — Віктор Муратов
- Оператор — Тетяна Логінова
- Композитор — Євген Глєбов
- Художник — Олександр Чертович